# Carroll County (Mississippi)
Das Carroll County ist ein County im US-Bundesstaat Mississippi. Das U.S. Census Bureau hat bei der Volkszählung 2020 eine Einwohnerzahl von 9998 ermittelt.
Die Verwaltungssitze (County Seat) sind Carrollton und Vaiden. Damit gehört das Carroll County zu den zehn Countys in Mississippi, die zwei County-Verwaltungen haben.

## Geographie
Das County liegt im mittleren Norden von Mississippi und hat eine Fläche von 1643 Quadratkilometern, wovon 18 Quadratkilometer Wasserfläche sind. Es grenzt an folgende Countys:
|                | Grenada County |                   |
| Leflore County |                | Montgomery County |
|                | Holmes County  | Attala County     |

## Geschichte

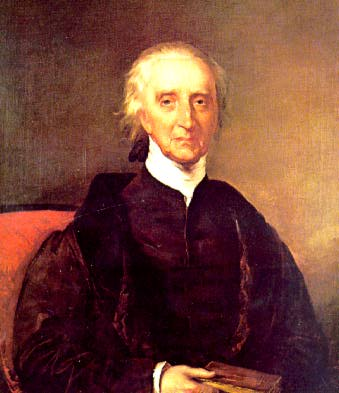
Charles Carroll

Das Carroll County wurde am 23. Dezember 1833 aus Teilen des Choctaw-Lands gebildet. Benannt wurde es, ebenso wie die Bezirkshauptstadt, nach Charles Carroll, einem Mitunterzeichner der Unabhängigkeitserklärung der Vereinigten Staaten.
Zehn Bauwerke und Stätten des Countys sind im National Register of Historic Places eingetragen (Stand 1. Februar 2018).

## Demografische Daten

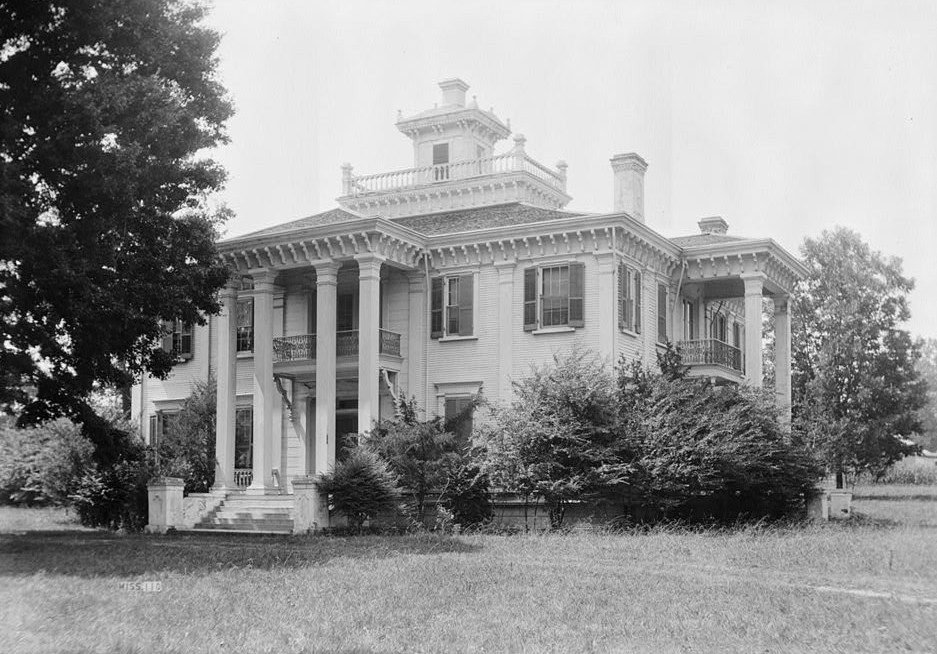
Malmaison Site, gelistet im NRHP

Alterspyramide des Carroll Countys (Stand: 2000)

Nach der Volkszählung im Jahr 2000 lebten im Carroll County 10.769 Menschen in 4071 Haushalten und 3069 Familien. Die Bevölkerungsdichte betrug 7 Personen pro Quadratkilometer. Ethnisch betrachtet setzte sich die Bevölkerung zusammen aus 62,67 Prozent Weißen, 36,61 Prozent Afroamerikanern, 0,07 Prozent amerikanischen Ureinwohnern, 0,16 Prozent Asiaten, 0,01 Prozent Bewohnern aus dem pazifischen Inselraum und 0,13 Prozent aus anderen ethnischen Gruppen; 0,36 Prozent stammten von zwei oder mehr Ethnien ab. 0,73 Prozent der Bevölkerung waren spanischer oder lateinamerikanischer Abstammung, die verschiedenen der genannten Gruppen angehörten.
Von den 4071 Haushalten hatten 32,1 Prozent Kinder unter 18 Jahren, die mit ihnen lebten. 56,2 Prozent waren verheiratete, zusammenlebende Paare, 15,2 Prozent waren allein erziehende Mütter und 24,6 Prozent waren keine Familien. 22,4 Prozent aller Haushalte waren Singlehaushalte und in 10,8 Prozent lebten Menschen im Alter von 65 Jahren oder darüber. Die durchschnittliche Haushaltsgröße lag bei 2,57 und die durchschnittliche Familiengröße bei 3,01 Personen.
24,5 Prozent der Bevölkerung war unter 18 Jahre alt, 9,6 Prozent zwischen 18 und 24, 26,7 Prozent zwischen 25 und 44, 25,7 Prozent zwischen 45 und 64 Jahre alt und 13,6 Prozent waren 65 Jahre oder älter. Das Durchschnittsalter betrug 38 Jahre. Auf 100 weibliche kamen statistisch 99,2 männliche Personen und auf 100 Frauen im Alter von 18 Jahren oder darüber kamen 97,0 Männer.

Das durchschnittliche Einkommen eines Haushaltes betrug 28.878 USD, das einer Familie 35.711 USD. Männer hatten ein durchschnittliches Einkommen von 28.459 USD, Frauen 19.695 USD. Das Prokopfeinkommen lag bei 15.744 USD. Etwa 13,7 Prozent der Familien und 16,0 Prozent der Bevölkerung lebten unterhalb der Armutsgrenze.

## Städte und Gemeinden
| - Avalon - Black Hawk - Carrollton | - Coila - McCarley - North Carrollton | - Teoc - Vaiden - Valley Hill |